# Lepisiota pulchella
Lepisiota pulchella (лат.) — вид мелких муравьёв рода Lepisiota из подсемейства Формицины.

## Распространение
Южная Азия, в том числе, Индия.

## Описание
Длина рабочих особей около 3 мм. Тело двухцветное; голова от коричневого до темно-коричневого цвета; скапус усиков желтовато-коричневый, жгутики усиков коричневые; мезосома и петиоль от золотисто-коричневого до темно-коричневого, первый сегмент брюшка от золотисто-коричневого до коричневого, а брюшко чёрное у большинства изученных экземпляров. Первый сегмент брюшка был золотисто-коричневым в популяции Пачмархи, а остальные сегменты были черными, в то время как из популяции Джабалпур четыре экземпляра имели полностью чёрное брюшко. Голова чуть длиннее своей ширины, почти квадратная, бока головы слабовыпуклые, задний край прямой с закругленными заднебоковыми углами, голова покрыта прижатым опушением; задний край головы с 4—5 стоячими щетинками (включая пару стоячих щетинок между латеральными глазками), три пары щетинок в середине головы. Третий максиллярный членик от основания самый длинный из всех члеников, шестой максиллярный членик заметно длиннее пятого членика. Мандибула с пятью зубцами на жевательном крае, третий зубец от вершины меньше четвертого зубца. Скапус усика доходит до заднего края головы не более чем на 1/3 её длины; усики касаются заднего края клипеуса. Усики покрыты прижатым и лежачим опушением; наличник выпуклый сверху, посередине субкилевидный, с лежачим опушением, задний край с парой длинных желтоватых прямостоячих щетинок, а передний край с двумя парами длинных желтоватых прямостоячих щетинок с направленной вниз длинной срединной щетинкой; передний край клипеуса выпуклый. Сложные глаза широкоовальные, расположены примерно на середине головы; присутствуют три глазка. Усики состоят из 11 члеников; глаза хорошо развиты. Нижнечелюстные щупики 6-члениковые, губные щупики состоят из 4 сегментов (формула щупиков 6,4). Заднегрудь с парой проподеальных шипиков. Сходен с видом L. opaca, отличаясь матовой скульптурой брюшка.

## Таксономия
Вид был впервые описан в 1892 году швейцарским мирмекологом Огюстом Форелем по типовым материалам из Индии под первоначальным названием Acantholepis opaca r. pulchella Forel, 1892. С 1995 года в составе рода Lepisiota.